# لوهان (مغني)
وعرف
لوهان (بالصينية: 鹿晗) (مواليد 20 أبريل 1990، في بكين، في الصين) هو مغني وراقص وممثل صيني بدأ مسيرته الفنية عام 2011. يجيد الغناء بالإنجليزية والكورية والمندرينية. كان عضوا سابقا في فرقة شبابية في كوريا الجنوبية تسمى إكسو لكنه انفصل عنها في أكتوبر 2014،  وهو يواصل نشاطه الآن في موطنه الأصلي الصين،</ref>

## وصلات خارجية
- لو هان على موقع IMDb (الإنجليزية)
- لو هان على موقع ألو سيني (الفرنسية)
- لو هان على موقع ميوزك برينز (الإنجليزية)
- لو هان على موقع ديسكوغز (الإنجليزية)
- لو هان على موقع قاعدة بيانات الفيلم (الإنجليزية)

- الموقع الإلكتروني